# Arthur Benzaquen
Pour les articles homonymes, voir Benzaquen.
Arthur Benzaquen est un acteur, réalisateur et scénariste français. C'est aussi, avec son frère Franck-Élie, un gérant d'entreprise.

## Biographie
Il est né en 1974. En 2000, il reprend avec son frère Franck-Elie l'entreprise familiale créée par ses parents, KenGroup, gérant plusieurs salles de sport et de fitness. Les deux frères développent cette activité et créent de nouvelles salles,,. Ils rachètent les salles du Club Med Gym (CMG) en 2019. Passionné par la musique, il est également conseiller musical au sein d'un label discographique. Il s'oriente par la suite vers la télévision où il rédige les textes pour les émissions de Canal+. Il se tourne ensuite vers le cinéma et commence par des rôles secondaires, notamment dans Gomez vs Tavarès et Coco. Deux ans plus tard, il crée la série Zak et réalise quatre épisodes. En 2015, il réalise Les Nouvelles Aventures d'Aladin, qui atteint 4 326 283 entrées au 1er décembre de cette même année,.

## Filmographie

### Acteur
- 2007 : J'ai plein de projets  (court-métrage)
- 2007 : Gomez vs Tavarès : Joseph Dubois
- 2009 : Coco : le vendeur de chaussures
- 2009 : RTT : Barry
- 2011 :  La Ligne droite : le capitaine de gendarmerie
- 2011 : Platane : le voisin Éric (série télévisée, 3 épisodes)
- 2011 : Zak : Zak (série télévisée, 66 épisodes)
- 2014 : Une rencontre : Julien
- 2014 : Les Souvenirs : le professeur de yoga
- 2015 : Les Nouvelles Aventures d'Aladin : le magicien / le parfumeur
- 2017 : Holly Weed (série OCS) de Laurent de Vismes
- 2018 : Budapest : Gabor
- 2019 : Mon bébé : le gynéco
- 2022 : Les Engagés d'Émilie Frèche

### Réalisateur
- 2011 : Zak (série TV, 4 épisodes)
- 2015 : Les Nouvelles Aventures d'Aladin

### Scénariste
- 2011 : Zak (série TV, 1 épisode)

## Distinctions

### Récompense
- Festival de la fiction TV de La Rochelle 2011 : meilleur programme court en série pour Zak

### Nominations
- Festival international du film de comédie de l'Alpe d'Huez 2012 : meilleure série comique pour Zak
- Festival de la fiction TV de La Rochelle 2012 : meilleur programme court en série pour Zak

### Sélection
- Avant-première du Festival du film francophone d'Angoulême 2015 pour Les Nouvelles Aventures d'Aladin